# Fusternberg

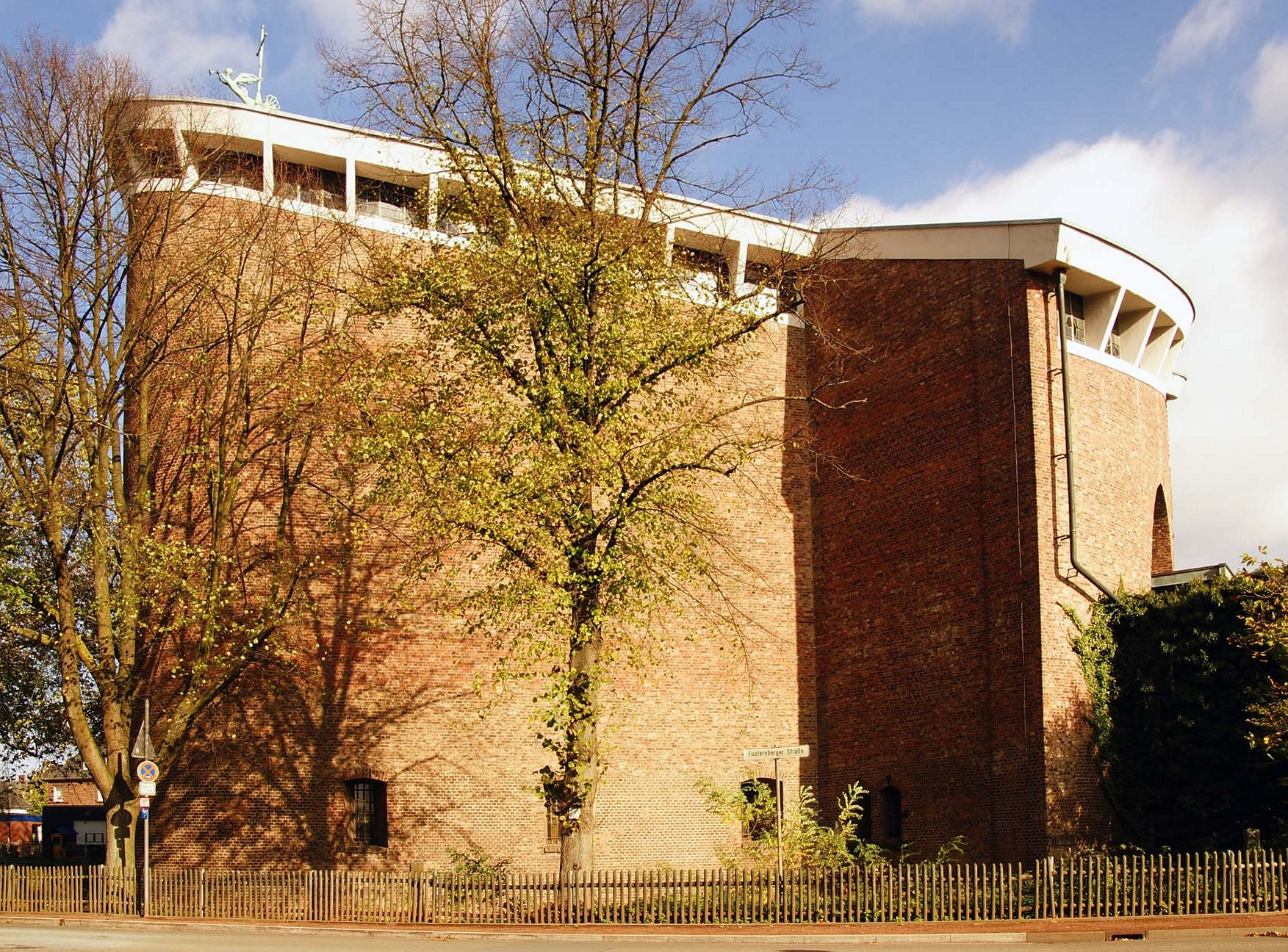
Friedenskirche zu den Heiligen Engeln (früheres Fort Fusternberg)

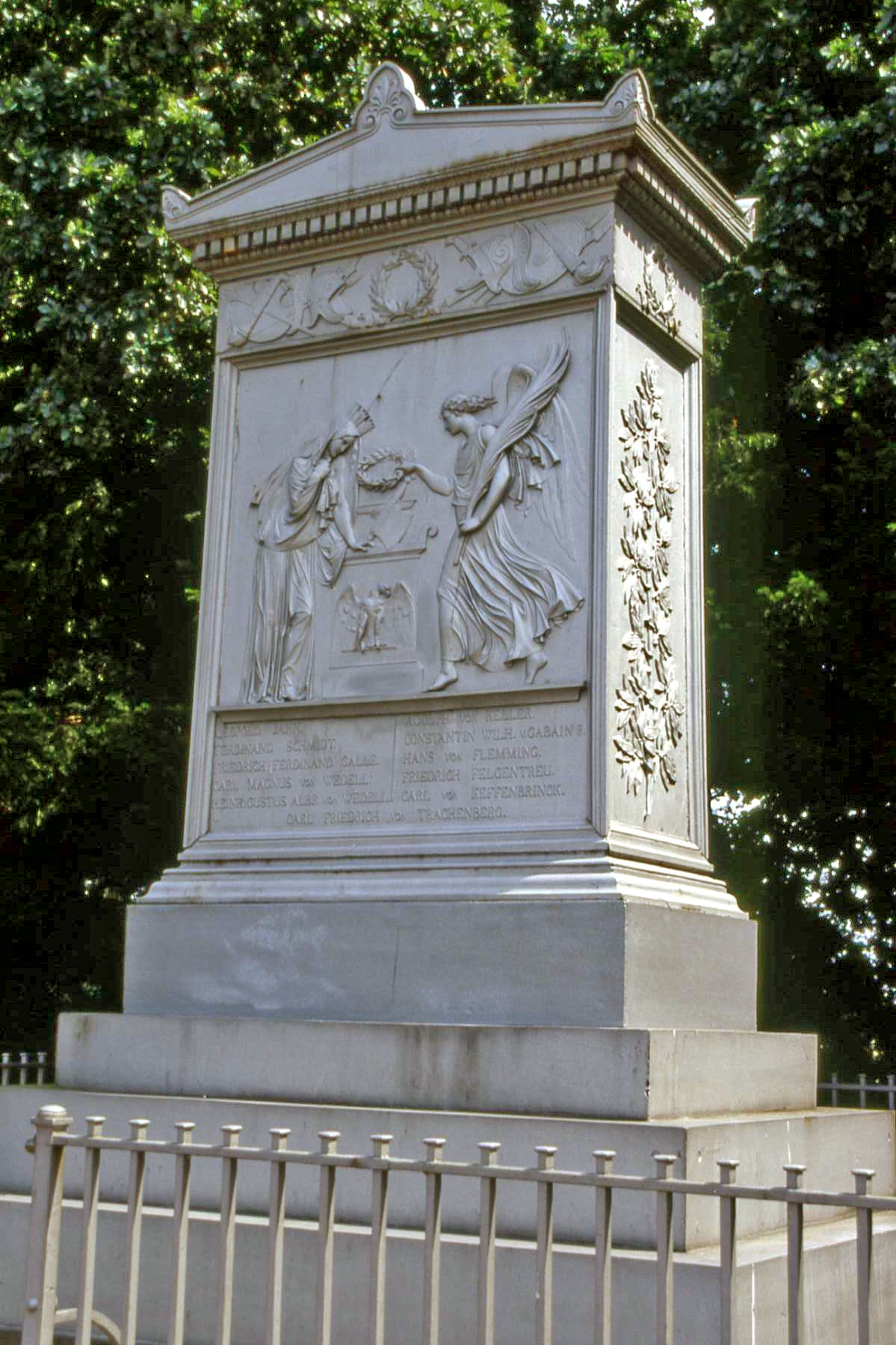
Schill-Denkmal bei Fusternberg

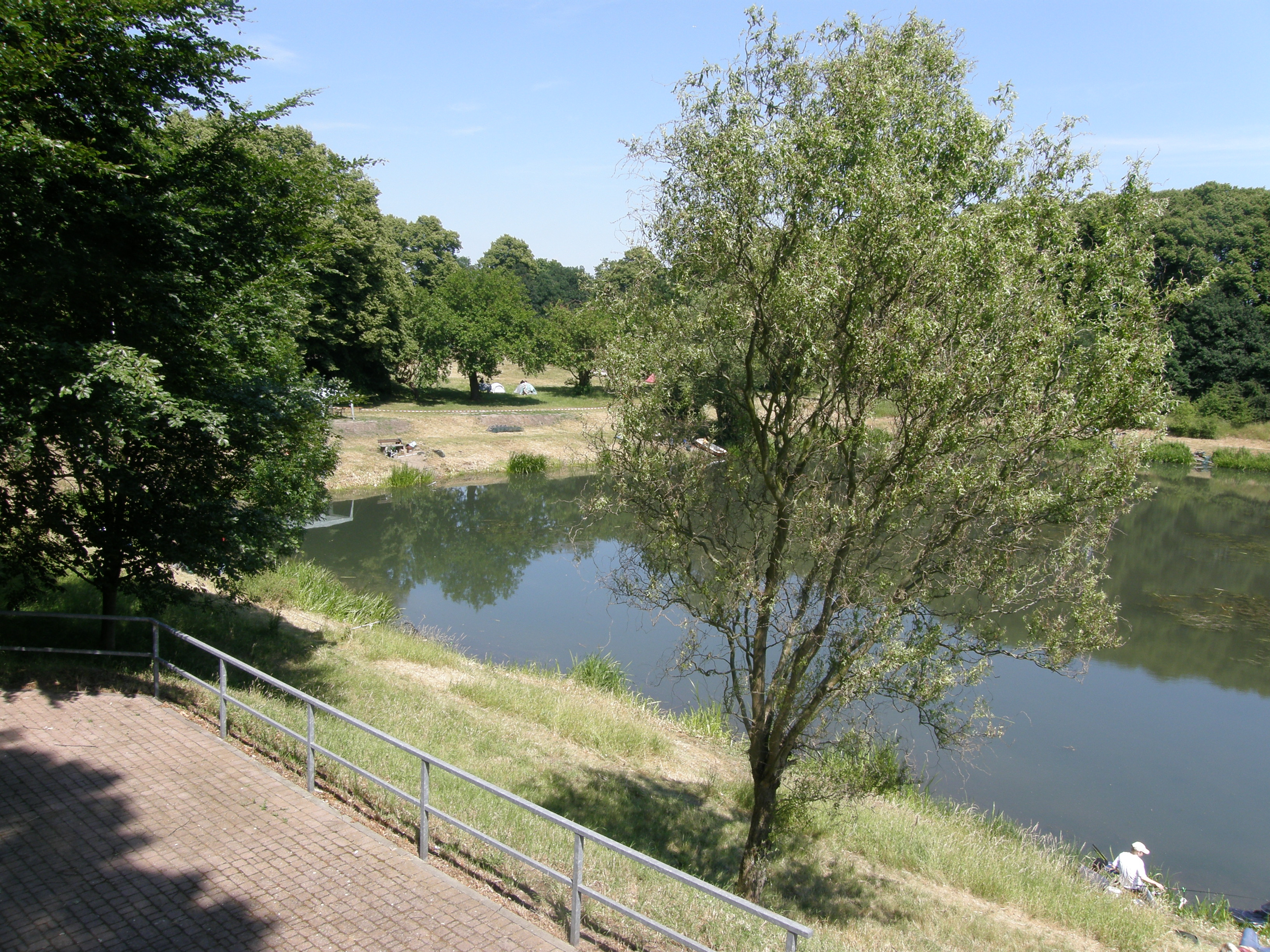
Hafenbecken des Lippehafens

Fusternberg ist ein Ortsteil der Stadt Wesel am Niederrhein. Er liegt direkt östlich des Stadtzentrums.

## Lage
Fusternberg grenzt im Westen durch die Innenstadt, durch die es von den Bahnanlagen der Strecke Oberhausen–Arnhem getrennt wird. An der Grenze zwischen Fusternberg und der Innenstadt liegt auch der Weseler Bahnhof, von wo aus das Berliner Tor als östlicher Anfangspunkt der zentralen Weseler Fußgängerzone nur wenige hundert Meter entfernt ist. Im Norden grenzt Fusternberg entlang der Bundesstraße 58 an das ebenfalls städtisch geprägte Schepersfeld, im Nordosten an Obrighoven und im Osten an Wittenberg. Im Süden bildet die Lippe die Grenze zum Ortsteil Lippedorf, der jedoch nur über die Innenstadt erreichbar ist.

## Geschichte
Das heutige Fusternberg gehörte bereits im Mittelalter zum Weseler Stadtgebiet, lag allerdings östlich der Stadtmauern. Es gehörte zur Weseler Feldmark, welche nicht zu verwechseln ist mit dem heutigen Ortsteil Feldmark nördlich der Innenstadt, sondern damals alle Außenbereiche der Stadt bezeichnete. Es war kaum besiedelt und von einer Sumpflandschaft geprägt, auf die noch heute vorhandene Flurnamen wie Lilienveen oder Wackenbruch hindeuten. Leichte Erhöhungen trugen Namen, die sie als „Berge“ bezeichneten. Der Name Fusternberg soll sich aus der Benennung der vom Rhein aus betrachtet ersten Erhebung herleiten. Aus vörste Berg („vorderster Berg“) soll historisch der Name Fusternberg entstanden sein. Allerdings wurde der Name erst im 19. Jahrhundert gebräuchlich. Vorher wurden die kleinen Siedlungen vor den Stadtmauern Wesels anhand der Stadttore benannt, vor denen sie lagen. Das heutige Fusternberg trug die Bezeichnung „[Feldmark] vor dem Berliner Tor“.
In der frühen Neuzeit wurde das Gebiet zunehmend trockengelegt und in kleinen Gartenparzellen kultiviert, weil das Anlegen größerer Ackerflächen weiterhin nicht möglich war. Seit dem Mittelalter hatten Weseler Bürger dort zudem parkähnliche Gärten angelegt. Bereits 1733 bestanden die wichtigsten heute vorhandenen Straßen, mit Ausnahme der erst 1810 unter napoleonischer Herrschaft angelegten Schermbecker Landstraße (heutige B 58). Im Jahr 1772 lebten in Fusternberg 126 Menschen und 1792 lag die Bewohnerzahl bei 183. Am 16. September 1809 kam es auf der Schillwiese südlich von Fusternberg zur Erschießung der Schill’schen Offiziere. Im Mai 1814 wurde die zuvor französisch besetzte Weseler Festung durch preußische Truppen eingenommen. Fusternberg hatte im Rahmen der Kampfhandlungen erheblichen Schaden genommen, vor allem weil den Belagerern dort keine Möglichkeiten zum Unterschlupf geboten werden sollten. In den folgenden Jahren wurde der Ort wieder aufgebaut, unterlag allerdings verstärkten Restriktionen durch die Festungsverwaltung. Auf der zur Stadt gewandten Seite durften überhaupt keine Häuser errichtet werden. Um 1820 entstand zuerst durch privaten Unterricht und später in einem festen Gebäude die erste Schule im Ort. Im 19. Jahrhundert wuchs die Bevölkerung und die lokale Gemüseproduktion weitete sich deutlich aus. Um 1900 war besonders Salat aus Fusternberg ein gefragtes Produkt. Das zwischen 1856 und 1860 erbaute Fort Fusternberg wurde ab 1915 teilweise zurückgebaut und nach 1947 zur Friedenskirche zu den Heiligen Engeln. Nach dem Zweiten Weltkrieg wurde die Bebauung Fusternbergs erheblich erweitert, sodass es auf ein Vielfaches seiner früheren Besiedlung anwuchs und zu einem Ortsteil mit städtischer Prägung wurde. Protektor der „Fusternberger Sänger Wesel“ war Siegfried Landers, der Unternehmer und Vater von Burkhard Landers.

## Kultur und Sehenswürdigkeiten
- Fort Fusternberg, Außenfort der früheren Festung Wesel
- Friedenskirche zu den Heiligen Engeln, 1958 fertiggestellte katholische Kirche auf den Resten des ehemaligen Forts
- Altes Wasserwerk Wesel, an der Lippe gelegenes Baudenkmal, leistete von 1886 bis 1956 die Trinkwasserversorgung Wesels
- Lippehafen Wesel
- Gnadenkirche, 1949 errichtete evangelische Kirche
- Schill-Denkmal nahe der Lippe, das an die 1809 dort erschossenen Schill’schen Offiziere erinnert
- Niederrheinhalle, Veranstaltungsort für Großveranstaltungen
- Rundsporthalle, größte Indoor-Sporthalle in Wesel